# Constanța Câmpeanu
Constanța „Tanți” Câmpeanu a fost o soprană (rol de subretă) a Teatrului Național de Operetă „Ion Dacian”.